# Успение Богородично (Ано Скотина)
Вижте пояснителната страница за други значения на Успение Богородично.
„Успение Богородично“ (на гръцки: Κοιμήσεως της Θεοτόκου) е възрожденска православна църква в Ано Скотина, Егейска Македония, Гърция, част от Китроската, Катеринска и Платамонска епархия.
Църквата е енорийският храм на селото, построен в 1862 година според запазения ктиторски надпис с дарение от патриарх Калиник Александрийски, родом от Скотина. В архитектурно отношение представлява типичната за периода просторна трикорабна базилика с трем на север и запад. В църквата има резбован иконостас и амвон, ценни икони от XVI, XVII и XVIII век и ценни старопечатни книги.
В 1985 година храмът е обявен за защитен паметник на културата.